# Elektrische Tramwegen van Gent

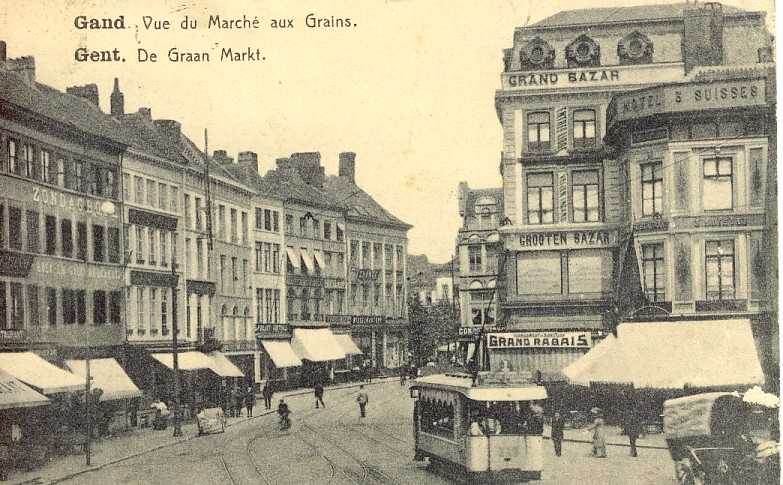
Elektrische tram op de Korenmarkt in Gent in 1913.

De Elektrische Tramwegen van Gent (ETG) was een vervoerbedrijf dat tramvervoer exploiteerde in de stad Gent.

## Geschiedenis

### Ontstaan
In 1874 reed er voor het eerst een paardentram door de stad Gent en in de jaren '90 van de 19e eeuw werd besloten om over te schakelen op de elektrische tram. Hiervoor werd er een gunning verleend aan RELSE en Compagnie Générale des Railways à voie etroite om het elektrische tramnet op te bouwen en te exploiteren. Beide bedrijven richtten daarom in 1898 de Tramways Electriques de Gand (TEG), ook wel bekend als Elektrische Tramwegen van Gent (ETG), op die namens deze bedrijven het netwerk exploiteerde. Naast de stadstram reden de buurtspoorwegen met een eveneens metersporig regionaal tramnet in Gent en omgeving en werd er samengewerkt met de ETG. De ETG trad ook vaak als pachter op van elektrische buurtspoorlijnen in en rond Gent.

### Eerste tram
In 1899 werd de eerste lijn met accutram door het bedrijf in gebruik genomen. Door vele defecten en de druk van de publieke opinie werd in 1904 besloten om over te schakelen op trolleytram en in 1907 werd het hele net overgeschakeld op trolleytram. De ETG kreeg toen een vergunning om hun netwerk te exploiteren tot en met 1953.

### Busdienst
In 1931 werd er onderzocht of een inrichting van een busdienst door de stad wel rendabel was. Dit werd besloten om enkele tramlijnen te ontlasten. In 1932 werd er door het stadsbestuur toestemming verleend om een proefdienst te draaien en begin april 1932 vroeg ETG om een vergunning om twee lijnen te exploiteren. De eerste lijn zou vanuit het Sint-Pietersstation rijden naar de Korenmarkt en de Dampoort, de tweede lijn zou aan de Korenmarkt aftakken naar de Brugse Poort. De vergunning werd verleend aan ETG en uiteindelijk kwam op 20 december 1932 enkel de eerste lijn tussen het Sint-Pietersstation en de Dampoort in bedrijf. Deze lijn werd geëxploiteerd door SATTRA, een bedrijf binnen de Empain-groep, waar ETG en RELSE ook onder vielen. In 1933 kwam de tweede lijn die enkel in het hoogseizoen werd gebruikt. Dit zette het begin tot een heel nieuw busnetwerk dat in de loop van de jaren '30 van de 20e eeuw werd opgebouwd.
In mei 1940 werd al het busmaterieel gevorderd, waardoor de SATTRA en de ETG voor een lange periode zonder busmaterieel zaten. In 1944 kwam hier echter verandering in toen van de 17 in beslag genomen bussen twee bussen terugkeerden en de bedrijven bussen mochten uitzoeken die zich in de Allied Captured Vehicles bevonden. Hieruit kwamen drie bussen en er werden enkele bussen geleend van andere busbedrijven middels een contract. Na de Tweede Wereldoorlog werd er geleidelijk aan een nieuwe vloot gebouwd bestaande uit nieuwe voertuigen of geleende voertuigen van andere bedrijven uit de Empain-groep.

## Van ETG naar MIVG
In 1949 begonnen door een commissie de voorbereidingen van de toekomstige exploitatievorm. Omdat er geen akkoord werd bereikt over de overnameprijs mocht ETG, na het verstrijken van haar vergunning op 31 december 1953, het Gentse netwerk verder uitbaten. Dit werd gedaan door een tijdelijke overeenkomst tussen de staat, de provincie, de stad Gent en de gemeenten Gentbrugge, Ledeberg en Sint-Amandsberg. Vanaf 1954 kwamen er ook geleidelijk aan nieuwe buslijnen. SATTRA voerde ondertussen nog steeds diensten uit naar Deurle, Sint-Martens-Latem, Deinze en Nazareth, als pachter van de NMBS. In 1960 sloten NMBS en ETG een nieuwe overeenkomst af, waarin werd besloten dat de ETG de lijnen naar Deurle voor rekening mocht nemen en de NMBS de lijnen naar Nazareth en Deinze. Daarvoor werden er nieuwe bussen in dienst genomen en kwam er langzaam aan een begin aan de verbussing van de tramlijnen.
In 1960 kwam er ook een overeenkomst over de overnameprijs. Hierdoor werd ETG op 15 maart 1961 MIVG.

## Galerij

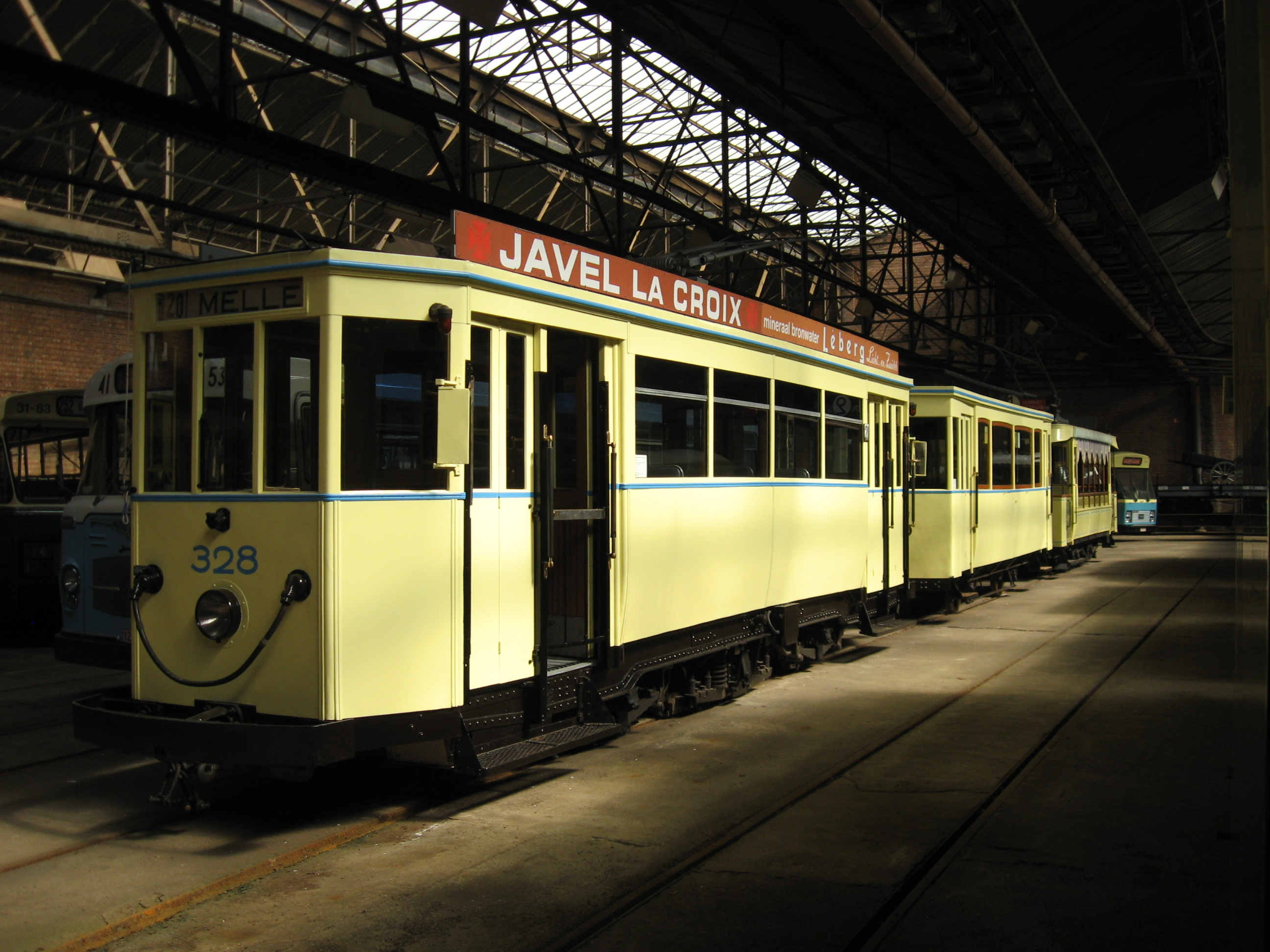
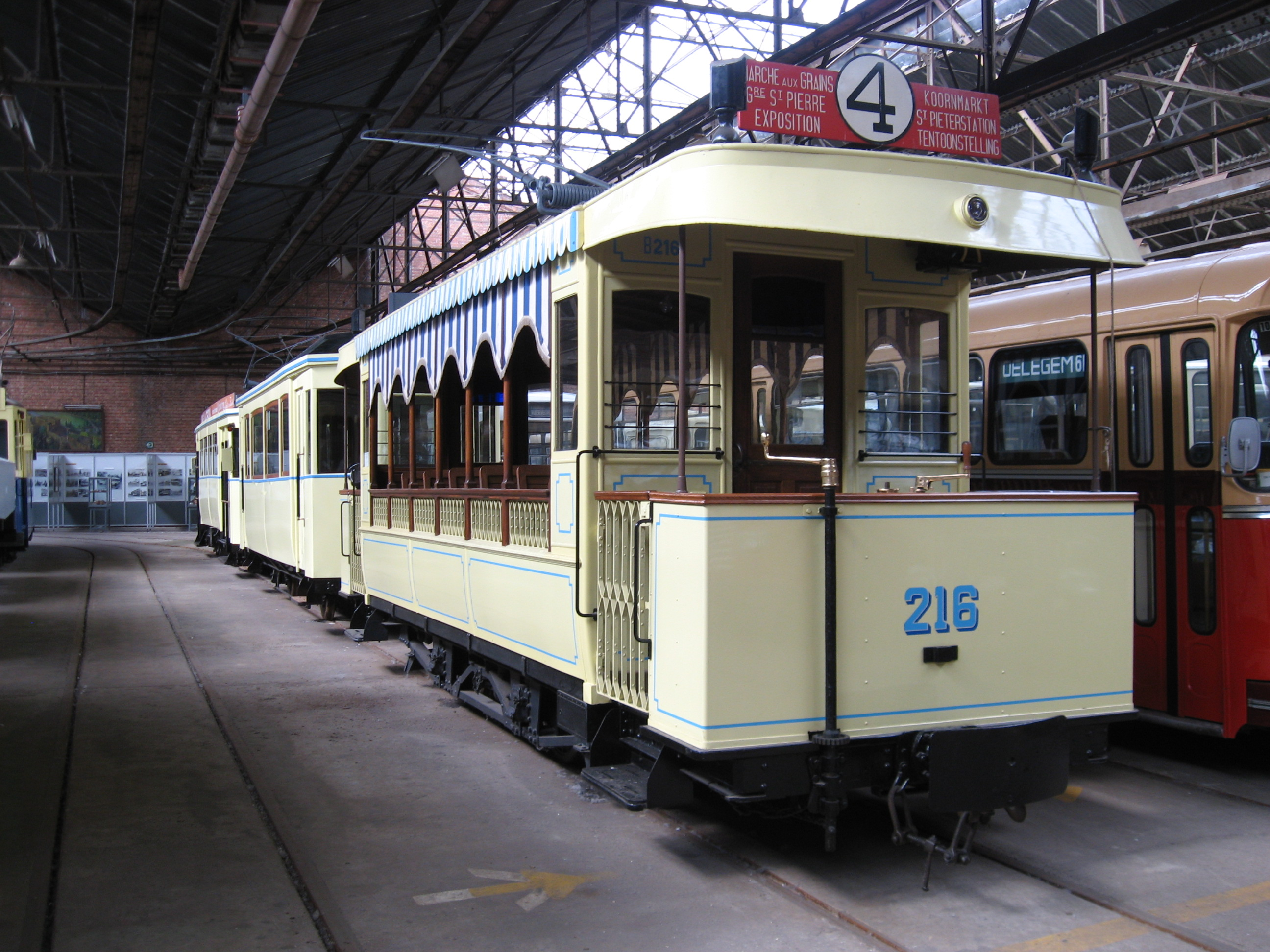
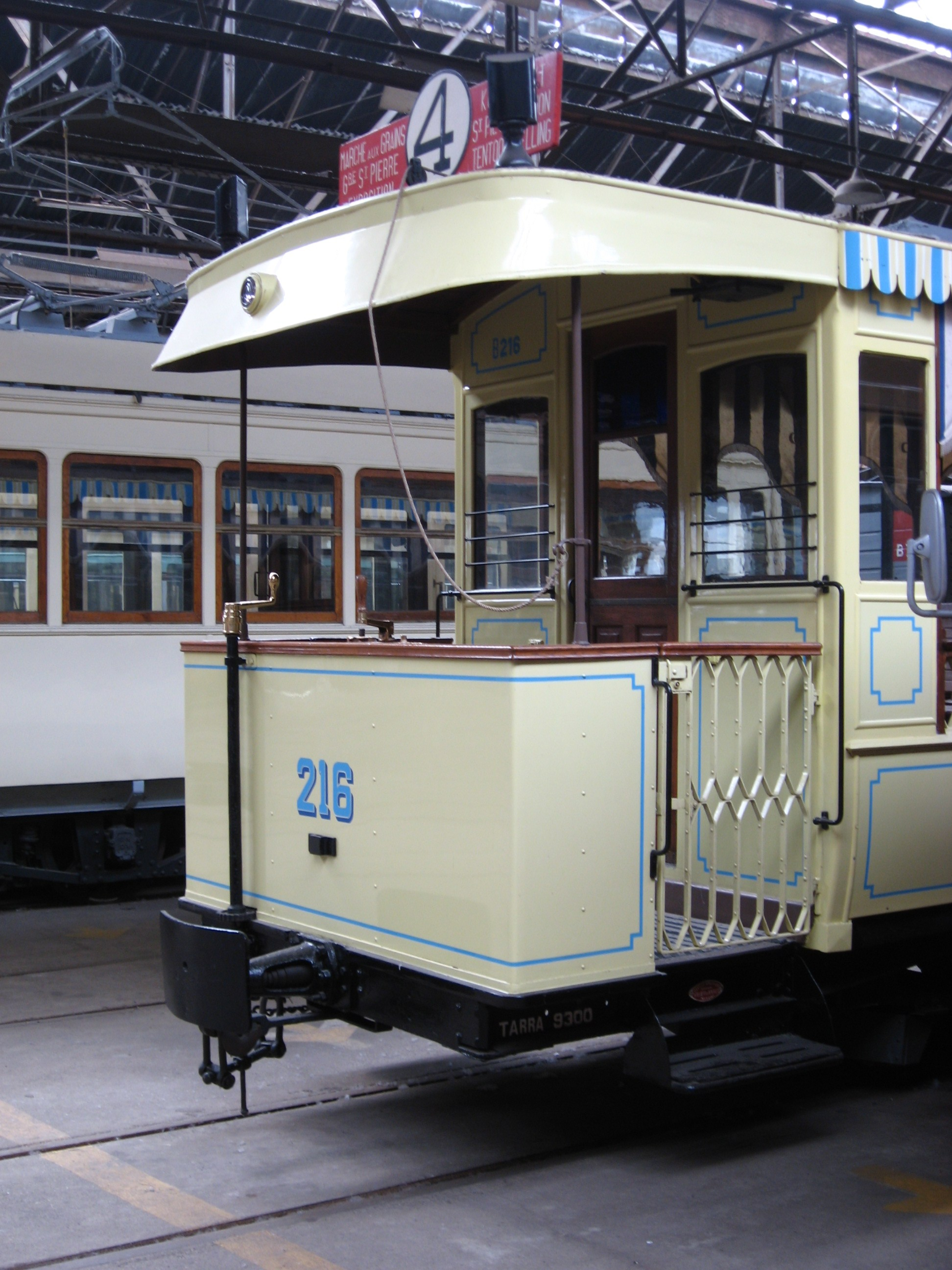
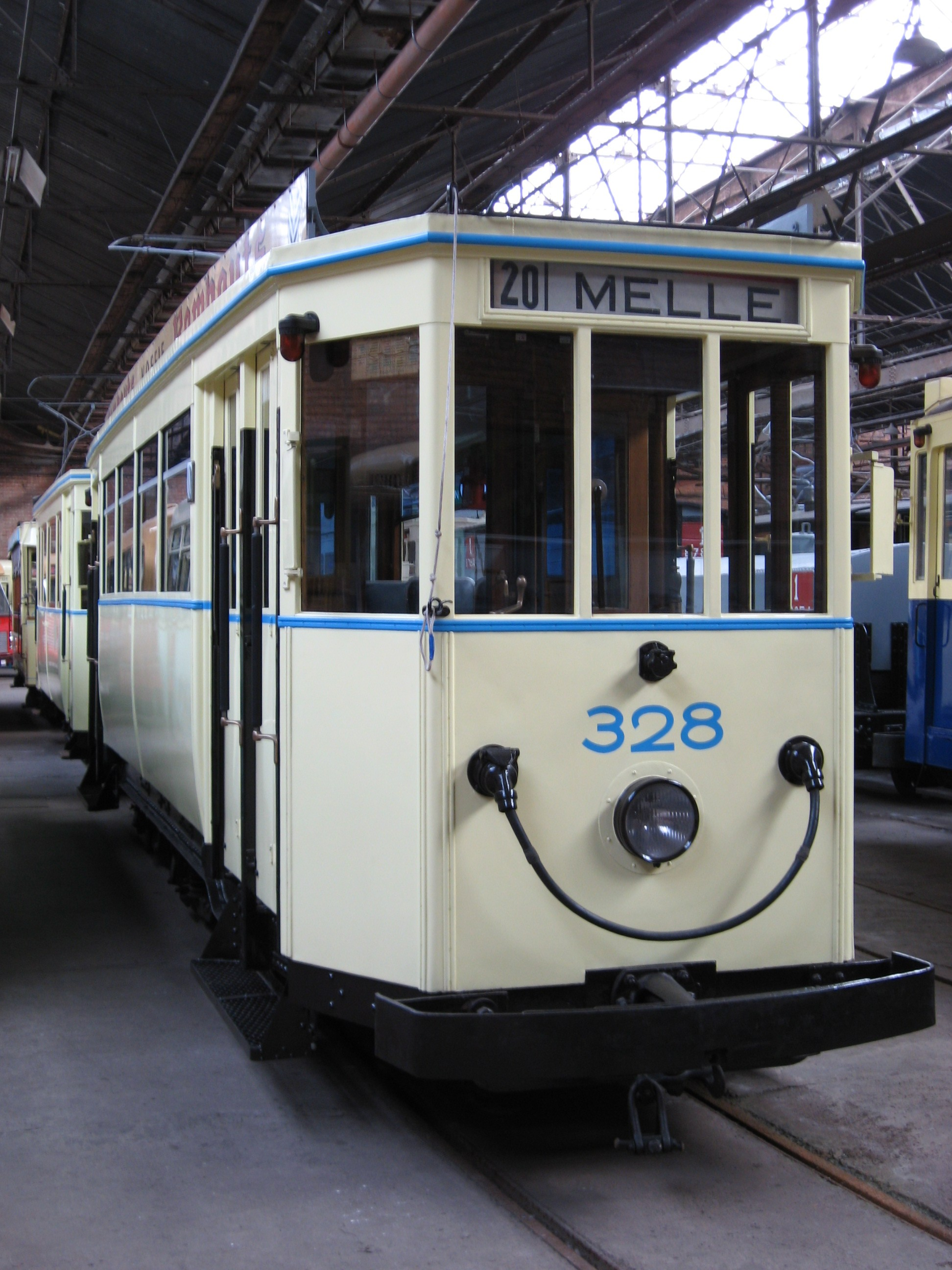